# Palazzo Barracco (Crotone)

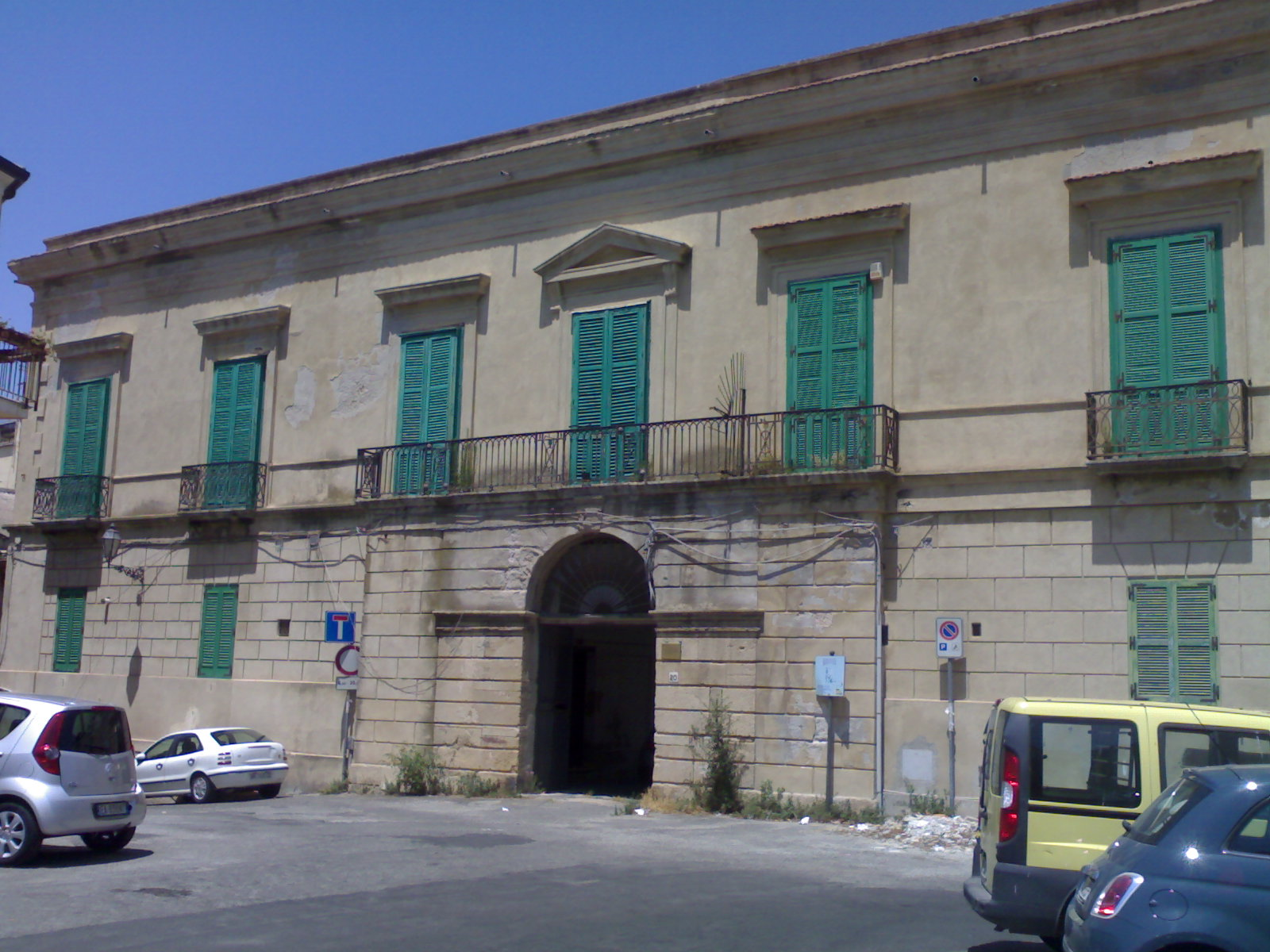
Palazzo Barracco in Crotone

Der Palazzo Barracco ist ein Palast aus dem 18. Jahrhundert im Zentrum von Crotone in der italienischen Region Kalabrien. Er liegt an der Piazza Castello.
Von dem in beherrschender Lage liegenden Palast hat man einen guten Überblick über die Innenstadt, das Meer, das umgebende Land und die Berge.
Von 1995 bis 2009 waren in dem 1738 errichteten Palast die Büros der Handels-, Industrie-, Handwerks- und Landwirtschaftskammer von Crotone untergebracht und heute ist er der Sitz des Museo dell'arte comtemporanea di Crotone (dt.: Museum für zeitgenössische Kunst in Crotone), das mit einem Akronym MACK genannt wird.

## Geschichte

### Die Familie Barracco
Es ist bekannt, dass der Baron Alfonso Barracco senior bereits Ende des 18. Jahrhunderts in der Stadt lebte. Am 23. Januar 1800 unterzeichnete er eine Urkunde mit den Gebrüdern De Riso und der Familie Bianco aus Catanzaro, mit der er sich verpflichtete, 1700 Tomoli Getreide aus der Ernte von 1799 zu liefern. Das Getreide musste dann von Antonio Casaburi aus Catanzaro geliefert werden, der zu der Zeit in Crotone lebte und die Position eines „königlichen Rechnungsprüfers und politisch-militärischen Assessors dieses königlichen Platzes von Crotone und Verwalters der Güter von Alfonso Barracco seitens der königlichen Steuerbehörden“ innehatte. Später fiel der Palast von Alfonso Barracco senior an dessen Sohn Luigi.
Dieser, Sohn von Alfonso Barracco senior und  Emanuela Vercillo, heiratete die Adlige Maria Chiara Lucifero aus Crotone; 1828 unterzeichnete er einen Tauschvertrag für ein Haus in der Pfarre San Salvatore, der 1839 notariell beglaubigt wurde, um seinen Palast umzubauen und zu erweitern. Im November 1828 erhielt er die Genehmigung für ein privates Oratorium zugunsten der Brüder Alfonso junior, Stanislao, Francesco, Domenico und Maurizio, der Barone Barracco und der Schwestern Carolina, Emanuela und Eleonora. Er verfolgte sein Projekt nach dem Erdbeben vom 8. März 1832, aber am 12. März 1833 verfügte ein königliches Dekret trotz des engagierten Widerspruchs des Bischofs Leonardo Todisco Grande den Abriss der Kirche San Salvatore, der am 8. August 1834 durchgeführt wurde.
Im Jahre 1833 beherbergte Luigi Barracco in seinem Palast den neuen König beider Sizilien, Ferdinand II., der die Provinzen seines Reiches besuchte. 1834 heirate Alfonso junior, der erstgeborene Sohn von Luigi Barracco (dem er nach dessen Tod 1849 nachfolgte) mit Emilia Carafa und ebnete den Weg für den Umzug der Familie Barracco in ihre neue Residenz in Neapel in der Via Monte di Dio (1848 wurde Stanislao Barracco, der Bruder von Alfonso junior, als Abgeordneter für den Distrikt Cotrone in das Parlament von Neapel gewählt). Nach der Einigung Italiens, zu der der Baron Alfonso Barracco junior eine Summe von 10.000 Dukaten zugunsten des Unternehmens von Garibaldi beitrug, zog die Familie Barracco nach Rom. In der Zwischenzeit verfiel der große Palast in Crotone langsam, aber stetig, da seine Besitzer nur noch selten da waren.
Im Jahr nach dem Plebiszit vom 21. Oktober 1860, das die Einigung Italiens besiegelte, wurde der Baron Giovanni Barracco in den Wahlkreis Crotone gewählt; später wurde er 1874 und 1880 wiedergewählt, wobei er mehrfach vorher auf den Demokraten Gaetano Cosentini getroffen war, der den Baron 1867, 1870 und 1876 besiegte, um dann 1880 nach einem harten Kampf gegen Raffaele Lucente zu siegen. Ab 1919 wohnte dort der Baron Enrico Barracco, Sohn und Erbe von Alfonso junior; er heiratete Maria Doria. Ebenso wohnten dort die Erben von Roberto Barracco.